# Ga Hạnh Phúc
Ga Hạnh Phúc là ga tàu điện ngầm trên Tuyến vòng thuộc Hệ thống đường sắt đô thị Đài Bắc được mở cửa vào ngày 31 tháng 1 năm 2020. Nó nằm ở Tân Trang, Tân Bắc, Đài Loan, giữa giao lộ đường Tứ Nguyên (思源路) và đường Đông Hạnh Phúc (幸福東路). "Hạnh phúc" trong tiếng Hoa là "Xingfu" (幸福).

## Bố trí ga
|          |                                | |
| 4F       | Đường đi                       | Sân ga-nối với cầu vượt                                                                                                |
| 3F       | Phòng chờ                      | Hành lang, quầy thông tin, máy bán vé tự động, cửa hàng, cổng soát vé 1 chiều nhà vệ sinh (bên ngoài khu vực tính phí) |
| 3F       | Ke ga, cửa sẽ mở phía bên phải | |
| 3F       | Ke ga 1                        | ← Tuyến vòng hướng đi Khu công nghiệp Tân Bắc (Y20 Terminus)                                                           |
| 3F       | Ke ga 2                        | → Tuyến vòng hướng đi Đại Bình Lâm (Y18 Đầu Tiền Trang) →                                                              |
| 3F       | Ke ga, cửa sẽ mở phía bên phải | |
| 2F       | Kết nối đường                  | Cầu thang, thang cuốn, thang máy (cầu vượt hướng khác của đường Tứ Nguyên)                                             |
| Đường đi | Tầng trệt                      | Lối vào/ra, cửa hàng                                                                                                   |

## Lối thoát
- Lối thoát 1: Giao lộ của đường Tứ Nguyên và 296 đường Tứ Nguyên.
- Lối thoát 2: Giao lộ của đường Tứ Nguyên và đường Đông Hạnh Phúc.

|  |  |